# Hervey Alan
Hervey Alan (né le 22 février 1910 à Whitstable, mort le 12 janvier 1982 à Croydon) est un chanteur d'opéra, baryton-basse. Il fit ses débuts en 1949 au festival d'Édimbourg avec la compagnie du Glyndebourne, en 1953 il enregistre sous la direction de Sir Malcolm Sargent La Damnation de Faust de Berlioz. Il est promu Officier de l'OBE en 1974.